# リヴィアン・アラガン
リヴィアン・タラント・アラガン (Lívian Taranto Aragão、1999年2月23日 - ）は、ブラジルの女優。

## 主な出演作品

### テレビ
- ディディのギャング (2003−2006)
- リリ姫の秘密 (2007)
- 城での一夜 (2009)
- 休日のキャンプ (2009−2012)
- プリンセスとトランプ (2010)
- カリブの花 (2013)
- ワークアウト: 世界のあなたの居場所 (2015)
- ワークアウト: プロ ディア ナセル フェリス (2016)
- 愛すべき時間 (2017)

### 映画
- トラパリャンと青い光 (1999)
- 不器用なキューピッドのディディ (2003)
- ディディは子供になりたい (2004)
- トレジャーハンターのディディ (2005)
- 騎士ディディとリリ姫 (2006)
- 戦士ディディと忍者リリ (2008)
- サクラ ド ジョベム ソリダリオ経由 (2013)